# Archipel finlandais
L'archipel finlandais, en finnois Saaristomeri, en suédois Skärgårdshavet, est un archipel de la mer Baltique situé à l'entrée du golfe de Botnie. Il est composé de l'archipel d'Åland et des îles situées à l'est jusqu'à la Finlande continentale ; baigné par les eaux du Kihti, il est bordé au nord par la mer de Botnie et à l'ouest par la mer d'Åland. C'est l'archipel le plus important au monde par son nombre d'îles.

## Géographie

### Topographie

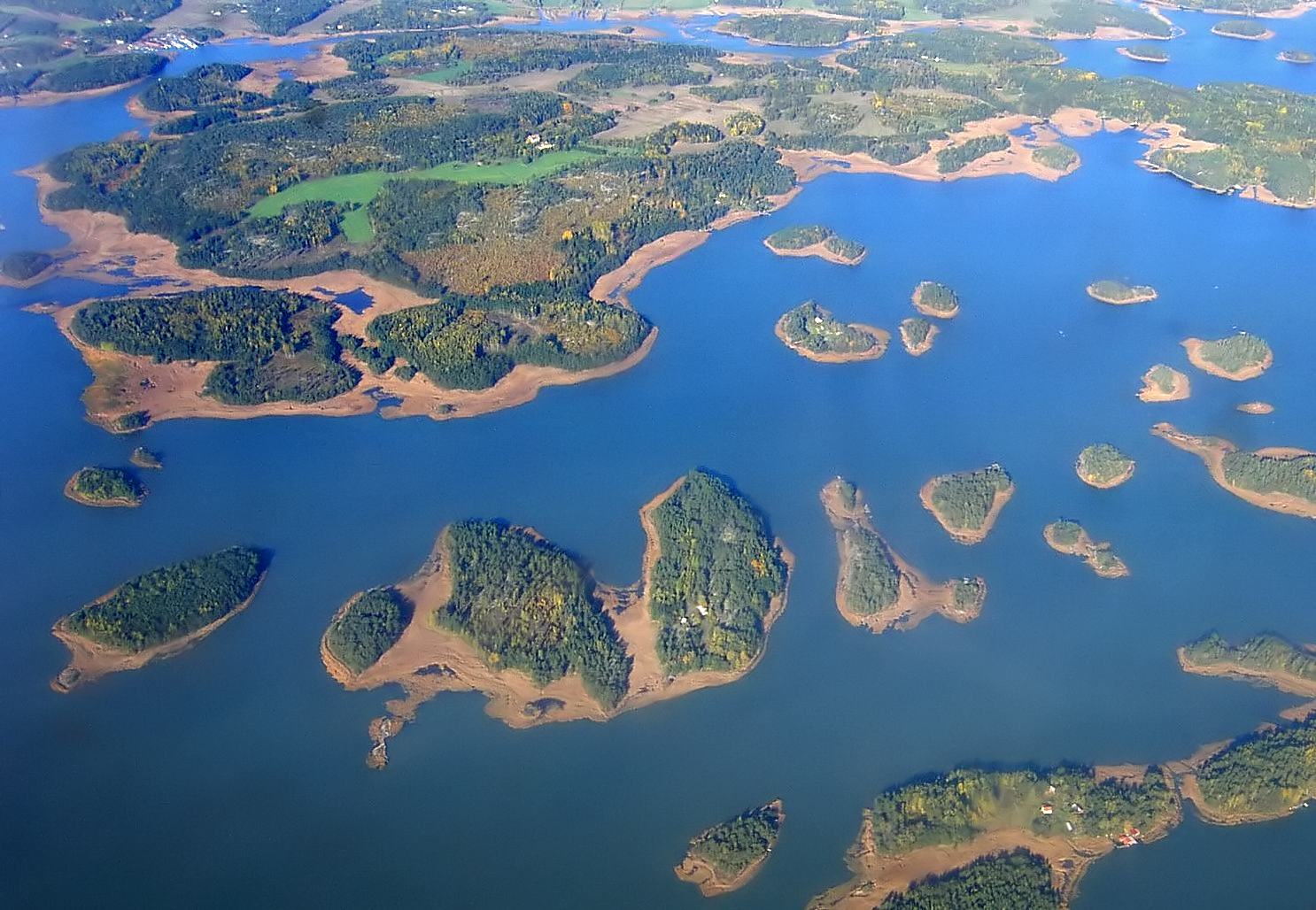
Îles non loin de Naantali.

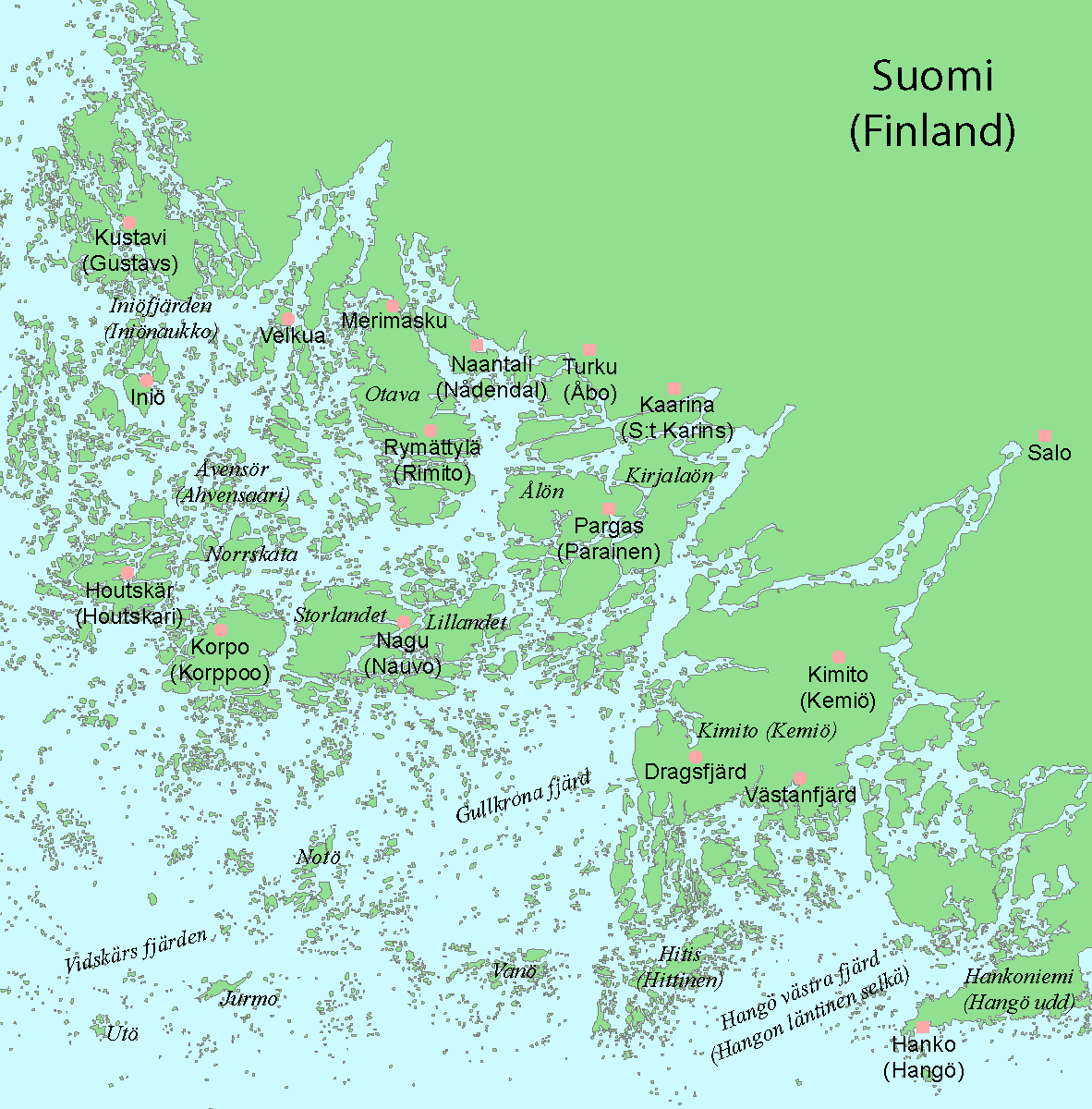
Carte des îles orientales de l'archipel finlandais, parfois nommées archipel de Turku.

L'archipel finlandais couvre une région presque triangulaire, avec dans chaque angle une ville : Mariehamn (60° 05′ 52″ N, 19° 56′ 23″ E), Uusikaupunki (60° 48′ 04″ N, 21° 24′ 50″ E) et Hanko (59° 50′ 00″ N, 22° 58′ 15″ E). 
On peut diviser l'archipel en deux parties littorales, intérieure et extérieure, cette dernière étant constituée surtout de petits îles inhabitées. La superficie de la région est de 8 300 kilomètres carrés, dont 2000 de terrain.
Dans toute la Finlande, il y a 76 000 îles d'une superficie supérieure à un hectare. Les îles plus petites, d'un demi-hectare sont au nombre de 178 947, dont la moitié est située dans la région des lacs au centre du pays. 430 îles sont habitées toute l'année mais sans liaison routière fixée.
Entre l'archipel de Turku et l'archipel d'Åland, il y a une étendue de mer appelée en finnois Kihti (en suédois : Skiftet). Une route maritime traverse Kihti, avec une forte circulation de cargos et de ferries qui font la liaison entre les ports de Turku, de Naantali, d'Åland et de la Suède.
L'archipel finlandais comprend environ 40 000 îles, de petits rochers relativement plats aux plus grandes îles habitées. 257 îles s'étendent sur plus d'un kilomètre carré. La profondeur moyenne de la mer est seulement de 23 mètres.

### Géologie

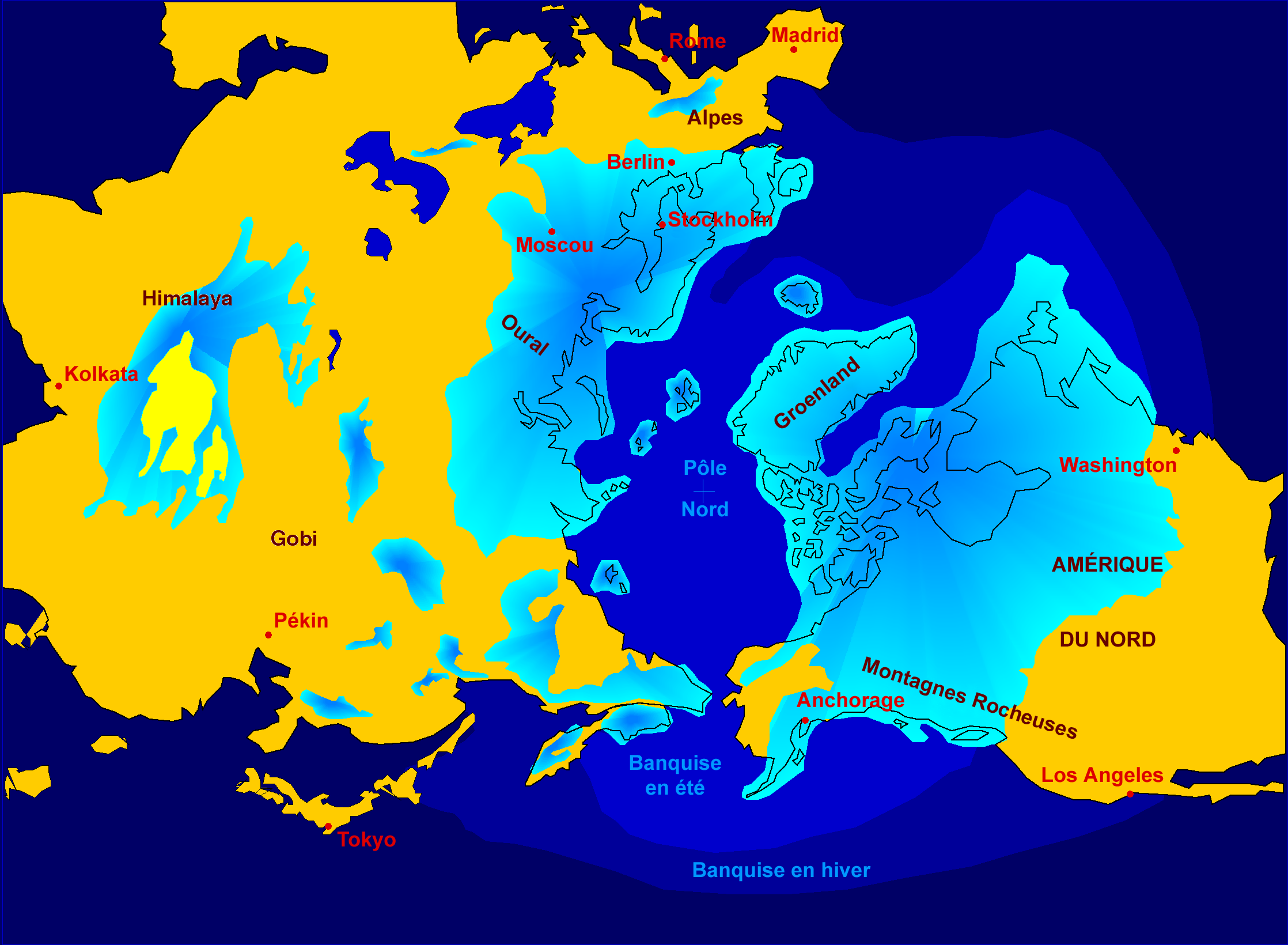
Étendue de calottes et d'inlandsis de l'hémisphère Nord lors de la plus récente Glaciation (la côte ne correspond pas au niveau des mers d'il y a 22-18000 ans, elle est 120 m plus basse en moyenne)

La dernière glaciation en Fenno-Scandinavie a fait reculer les parties sud-est de la région, il y a environ 11 600 ans. Tout l'archipel s'est libéré des glaces depuis 700 ans. Pendant le recul, l'archipel était plus profond de 120 mètres qu'aujourd'hui.
La glaciation a eu des effets géomorphologiques dans toute la Finlande, formant des îles et des strates, par exemple des grands drumlins, comme Salpausselkä. Dans l'archipel du sud, certaines îles rocheuses sont des étendues de ce drumlin, parmi lesquelles Jurmo.
L'archipel commença à s'élever de la mer après la glaciation. L’élévation est encore en cours, d'environ 4 à 5 mm par an ; des nouveaux rochers émergent donc toujours.

### Climat
L'archipel finlandais est la région la plus ensoleillée du pays. Les hivers y sont nuageux et pluvieux (avec en moyenne 160 jours de pluie), mais en été il fait beau. La mer Baltique rafraîchit le printemps avec des vents chauds du sud-ouest. En juin, la température nocturne moyenne est de 10 °C, en juillet et en août elle s'élève à 15 °C.
Au printemps, la glace commence à fondre et devient trop fragile pour porter des personnes ou des voitures, mais en même temps, elle reste trop dure pour la plupart des bateaux. Dans l'archipel, cette période entrave complètement la circulation entre îles et littoral se prolongeant généralement jusqu'au début de mars, parfois même jusqu'à la fin d'avril, voire jusqu'à mai.

### Faune et flore

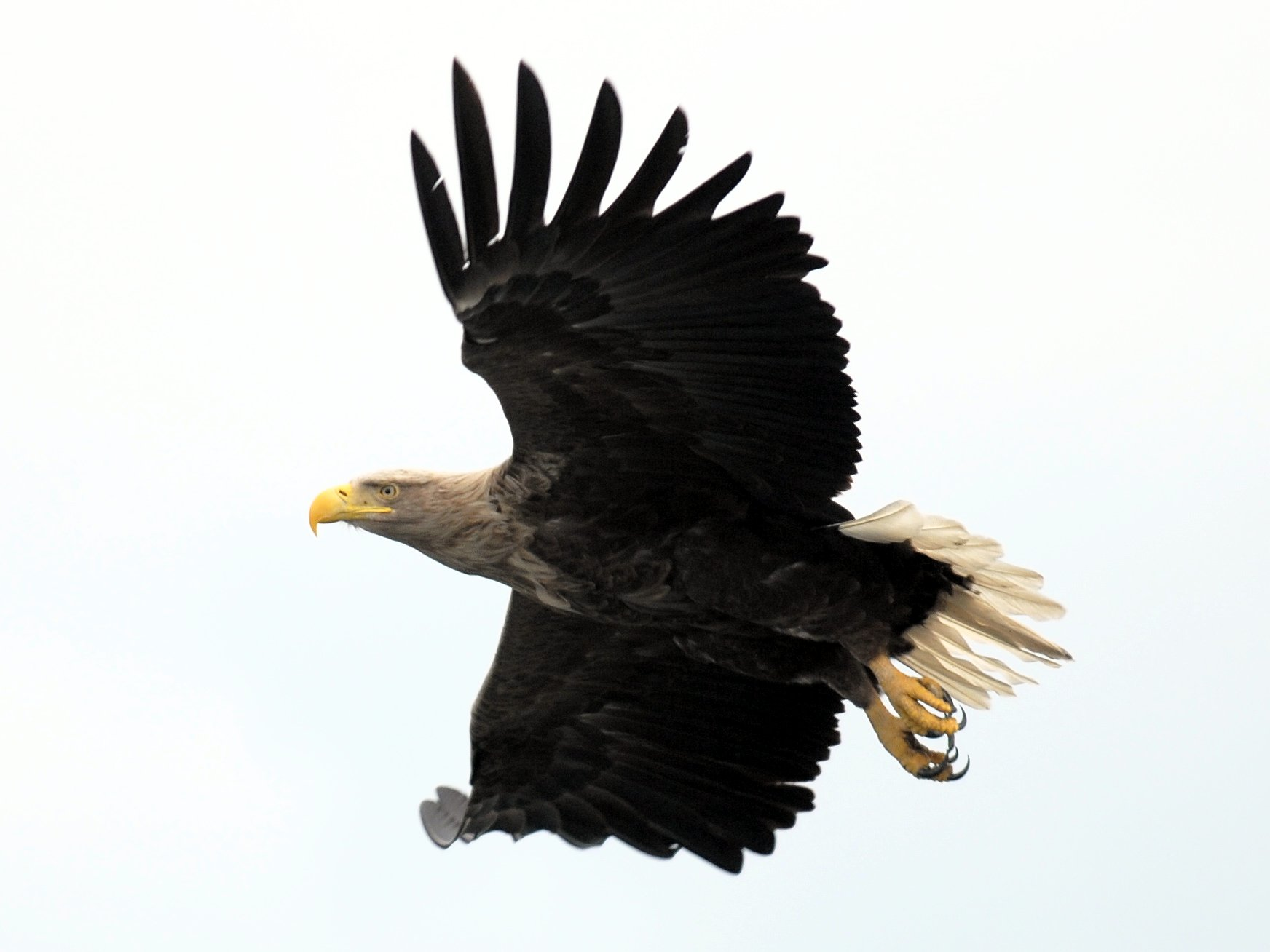
Le grand aigle de la mer (Haliaeetus albicilla) est le symbole du parc national de l'archipel.

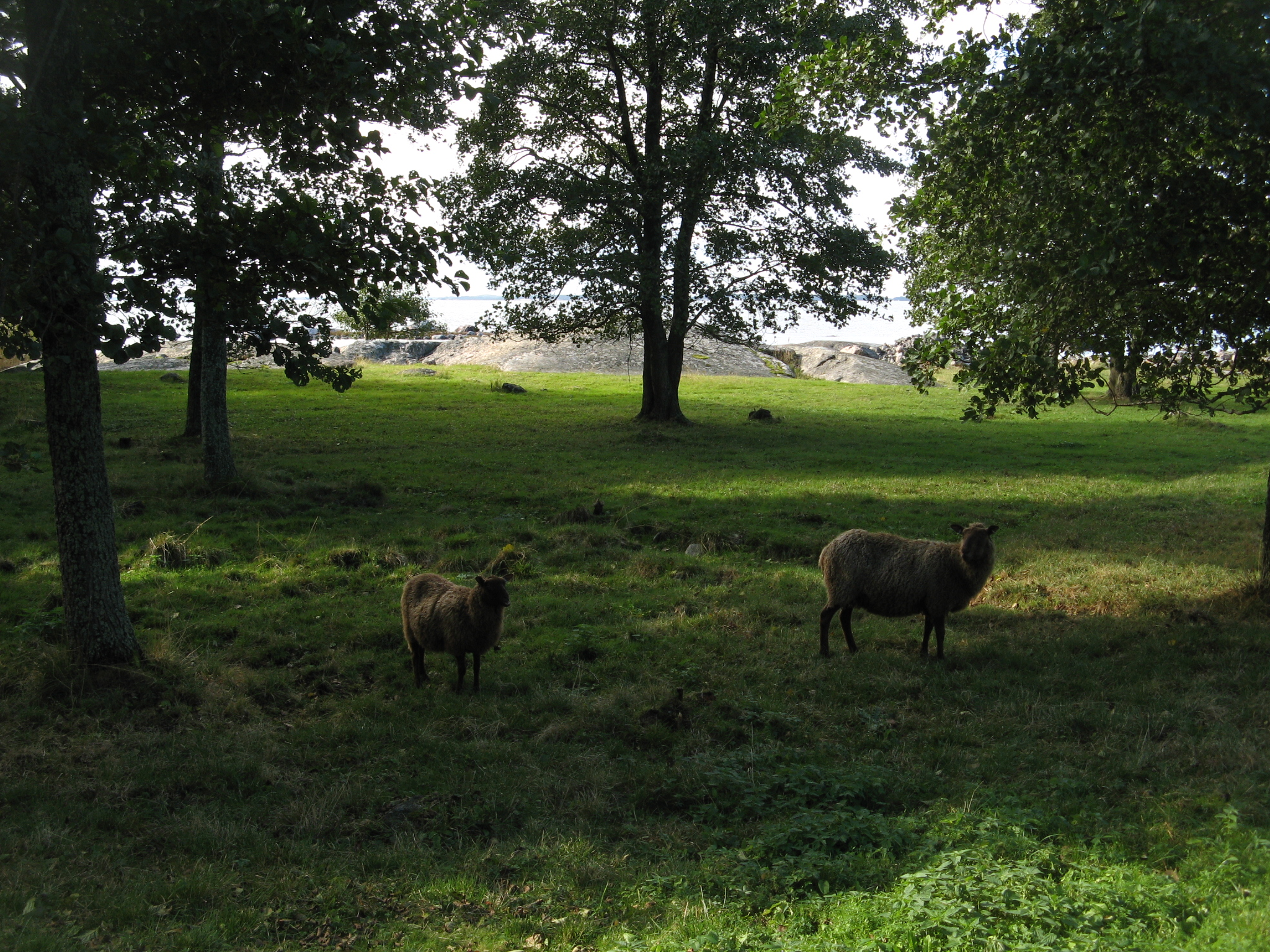
Le paysage reste ouvert au parc national grâce aux moutons et aux vaches.

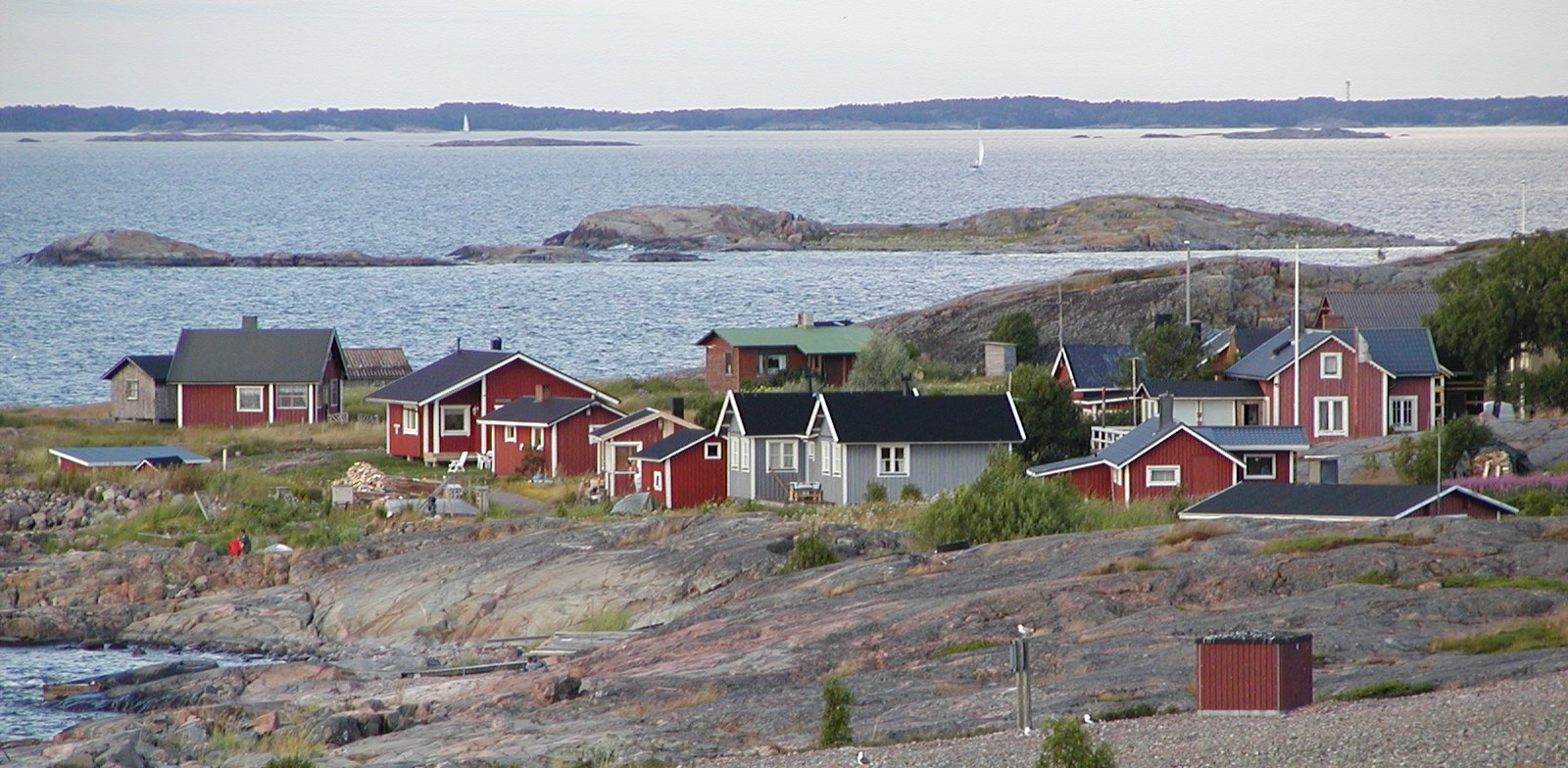
Jurmo est une île oblongue, au sud de la Finlande. Son sol est très rocheux, aussi autour de l'île au-dessous de la surface de la mer. Sur cette île, on trouve une flore et une faune très particulières et riches.

Le paysage du parc national au sud de l'archipel est dominé par plusieurs groupes d'îles rocheuses et plates, parfois riches en forêts. La nature est très spectaculaire, en même temps sauvage et abondante.
La nature du nord de l'archipel est plus proche de la nature continentale avec ses plus grandes îles recouvertes de forêts. Sur les petites îles plates, la nature est différente car souvent dépourvue d'arbres. La biodiversité d'une île peut alors être un mélange de petits marais d'eau douce, d'étangs d'eau saumâtre ou douce, de fourrés. La période de croissance des plantes est plus longue dans l'archipel que dans les autres parties de la Finlande à cause de l'ensoleillement mais aussi à cause des vents.
Dans l'archipel, il y a des animaux qu'on ne trouve pas ailleurs dans le pays. Ainsi, par exemple, le marsouin commun qui visite régulièrement le nord de la mer Baltique : on y compte 600 individus loin des 10 000 à 20 000 individus présents il y a une centaine d'années. Il y a aussi le pygargue à queue blanche. D'autres animaux sont en voie de disparition, comme la sterne caspienne, le fuligule milouinan et le phoque annelé.
Les îles comptent 25 espèces de mammifères, dont les plus nombreux sont des rongeurs et l'élan. La population du phoque gris a augmenté, alors que celle du phoque annelé a baissé. L'archipel est aussi riche en espèces de poissons, dont le flet commun, et en espèces d'oiseaux. Au moins 132 espèces d'oiseaux nichent en effet dans la région. Parmi les plus riches et les plus visibles on peut citer le cygne tuberculé, le grand cormoran, le canard colvert, le fuligule morillon, l'eider à duvet, la macreuse brune, le garrot à œil d'or, le harle bièvre, le  harle huppé, le huîtrier pie, le chevalier gambette, le chevalier guignette, le goéland cendré, le goéland marin, le goéland argenté, le sterne arctique, le guillemot à miroir, le traquet motteux et le rossignol progné.

### Protection environnementale

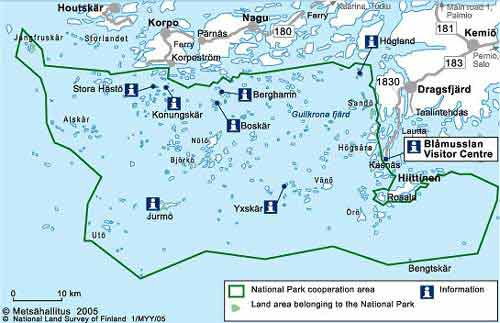
La région géographique du parc national de l'archipel

Le parc national de l'archipel, partie sud-est de l'archipel établie en 1983, est composé de terrains et d'étendues maritimes, propriété de l’État finlandais et administré par l'office national des forêts, Metsähallitus. Sauf dans les zones militaires, la région est basée sur la coopération, la circulation est cependant partiellement interdite pendant la période d'incubation (de début avril jusqu'à fin juillet).
Le parc national de l'archipel forme la majeure partie de la réserve de biosphère, désignation donnée pour la région en 1994 par le programme sur l'homme et la biosphère de l'UNESCO. Le reste de la réserve appartient à des propriétaires privés. Il y a environ 3800 habitants permanents,.
Le but de l'administration dans la réserve de biosphère est de conserver la valeur traditionnelle et historique de l'archipel en menant des projets interdisciplinaires.
En 2007, le parc national a reçu le certificat international de PAN parks de WWF (Fonds mondial pour la nature).
Les visiteurs peuvent découvrir les spécialités du parc le long des sentiers piétonniers, grâce au centre d'information écologique de Sinisimpukka à Kasnäs et au centre de Korpoström à Korppoo. On peut par ailleurs se déplacer par bateau à voile ou à moteur, par bateau-mouche ou par ferry qui passe entre les îles habitées.

## Histoire

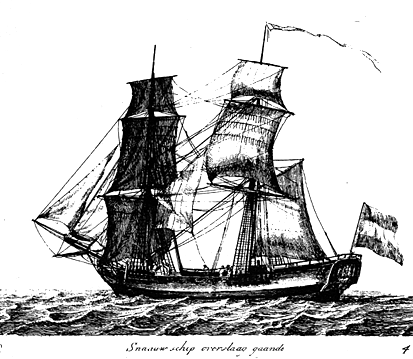
Vrouw Maria Madame Maria était un voilier hollandais à deux mâts, qui allait d'Amsterdam à Saint-Pétersbourg. Il transportait une cargaison de précieux objets d'art quand le 3 octobre en 1771 il heurta deux récifs près de Nauvo (en suédois : Nagu) à 11 km au sud-est de Jurmo.

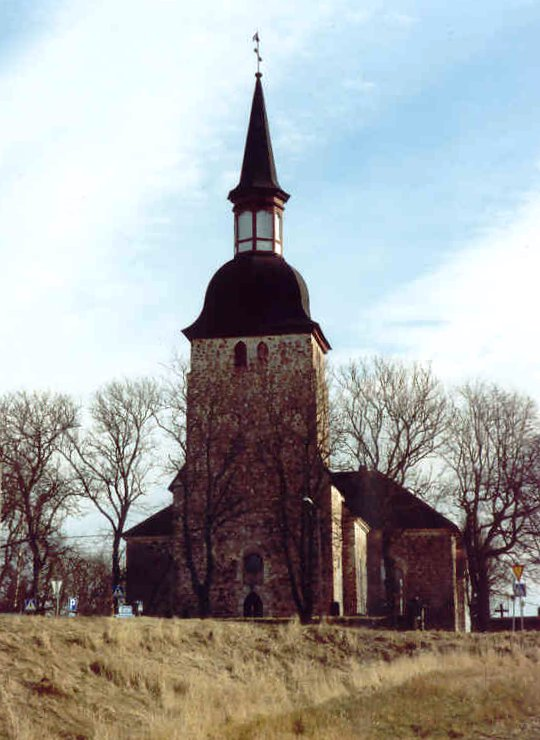
Le christianisme s'est répandu dans l'archipel avant la partie continentale du pays. Pour cette raison, les églises de l'archipel sont assez anciennes, les premières ayant été construites au cours des s. L'église de Jomala est la plus vieille église paroissiale. Elle date du XIIIe siècle.

### Préhistoire
Pêcheurs et chasseurs de phoques se sont installés sur les îles de l'archipel finlandais dès l'âge de pierre, il y a environ 5 000 ans (de 2000 à 1300 avant notre ère). La mer Baltique était alors plus salée, offrant morues et autres poissons, ainsi que de nombreux oiseaux marins. Il y avait des millions de phoques dans la région. Le climat, plus chaud qu'aujourd'hui, offrait des conditions pour avoir du bétail et pour avoir des cultures éventuellement.
À cause du rebond post-glaciaire dans l'archipel finlandais, la population préhistorique s'est répandue lentement sur les îles plus nombreuses au fur et à mesure que le niveau de l'eau baissait. Le littoral extérieur se situait alors près des grandes îles de Nauvo, de Korppoo et de Houskari (en suédois : Nagu, Korpo et Houtskär). On a ainsi trouvé une cité préhistorique à Dragsfjärd : Bötesberget date de 6 000 ans environ avant notre ère ; il est aujourd'hui 55 mètres au-dessus du niveau de la mer, au milieu des forêts,.
La plupart des vestiges archéologiques dans l'archipel datent de la longue période qui va de la fin de l'âge du fer jusqu'au XIXe siècle. On a retrouvé des tombes anciennes dans l'archipel, le plus souvent sur de grandes îles qui se sont étendues après le rebond post-glaciaire.

### Période récente
La population de l'archipel finlandais a commencé à augmenter à la fin du XIIIe siècle quand des Suédois s'y sont installés. Plusieurs routes maritimes ont existé dans l'archipel, au nord de la mer Baltique et au golfe de Finlande. La plus vieille de ces routes date de la fin du XIIIe siècle et du début du XIVe siècle. Ceci explique pourquoi on trouve nombre d'épaves en bon état au fond de la mer, attirant aujourd'hui des plongeurs. Beaucoup plus tard, il y a eu des pilotes parmi les habitants permanents, pour aider les voiliers sur les routes étroites de l'archipel intérieur. Au XVe siècle, le roi de Suède fit brûler toutes les forêts de Jurmo pour contrer les attaques des pirates,.
Au milieu du XIXe siècle, de nouvelles technologies ont facilité la vie même dans l'archipel extérieur, comme des nouvelles méthodes de pêche (hameçon et filet maillant dérivant). La population locale augmenta alors rapidement.
Au début du XXe siècle, nombre d'habitants ont préféré quitter l'archipel pour aller travailler en ville. Des petites fermes éloignées et arides furent abandonnées. Mais dans les années 1970, certains apprécièrent d'avoir une maison dans l'archipel, souhaitant même parfois y habiter en permanence.

## Démographie

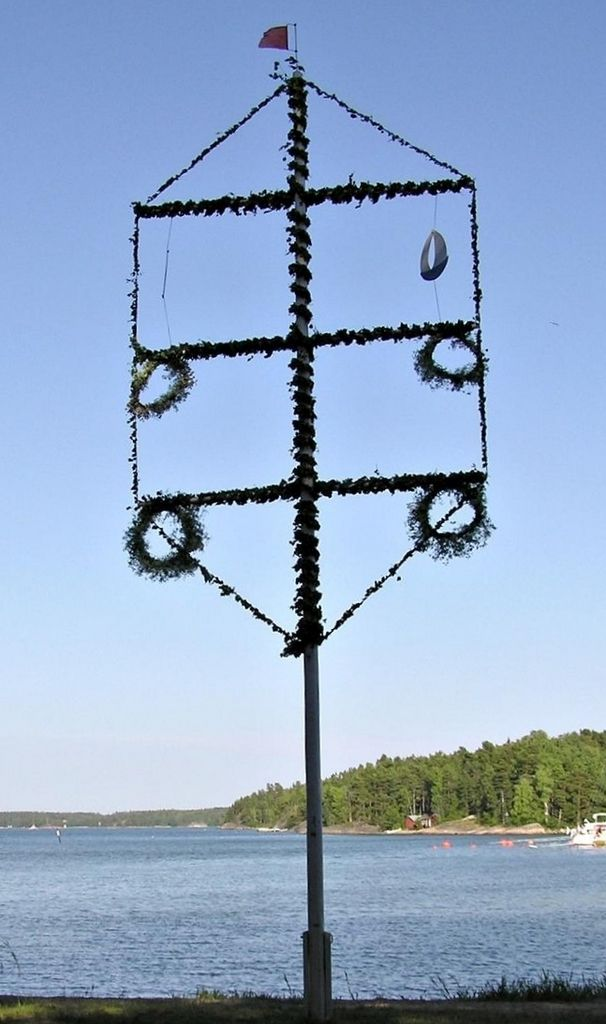
Le mât de la fête de la Saint-Jean. Dans l'archipel, la fête rassemble traditionnellement les habitants pour décorer et ériger le mât.

Linguistiquement, l'archipel se compose de trois parties. À Åland, le suédois est la langue dominante. L'archipel de Turku est divisé en deux : la partie sud suédoise et la partie nord finnoise. La majeure parte de l'archipel est de langue suédoise, mais aujourd'hui on peut être aussi servi en finnois. Il est cependant recommandé d'utiliser le suédois, même avec des compétences minimales.
Un paysage traditionnel modifié par la présence humaine et les constructions anciennes est un type de paysage culturel. Les biotopes exceptionnels se sont développés pendant des centaines d'années à cause des anciennes activités domestiques ; on fauchait, on faisait pâturer des animaux et on recueillait des rameaux.
Les gens ont habité l'archipel extérieur jusqu'aux années 1950, puis ont abandonné la plupart des fermes. D'où de vieux bâtiments en ruines. Avec moins d'habitants, les activités domestiques ont été réduites et l'eutrophisation et le reboisement naturels ont menacé les populations d'animaux insulaires. Le paysage traditionnel et son entretien relèvent du parc national de l'archipel, sous la direction de l'office national des forêts, Metsähallitus. Dans ce parc national, il y a environ 300 hectares de paysage traditionnel, des prairies aux arbres clairsemés, des pâturages naturels, des champs de fleurs, des prairies humides et des landes, où le bétail aime à paître.
Souvent, on choisit d'habiter aujourd'hui l'archipel quand on veut travailler à distance, au moins partiellement, avec la Finlande continentale. Il y a aussi des entrepreneurs d'art et de média, dont la clientèle se trouve hors de l'archipel. Pour les habitants permanents, il existe des services sociaux de base, par exemple les services de santé, l'école publique. Les postes administratifs ont diminué énormément dans l'archipel depuis les années 1980, dans la fiscalité, la police et les services de l'État, en partie à cause de l'utilisation des technologies,.
La nuit des feux anciens est une fête qu'on célèbre à la fin d'août, quand les soirées deviennent plus longues et plus sombres. Touristes, habitants temporaires, familles, connaissances se réunissent à côté de grands feux. Ces feux symbolisent les chaînes de feux qui traversaient l'archipel et qu'on utilisait autrefois pour signaler s'il y avait danger, bateaux ennemis, par exemple vikings ou pirates.

## Économie

### Tourisme

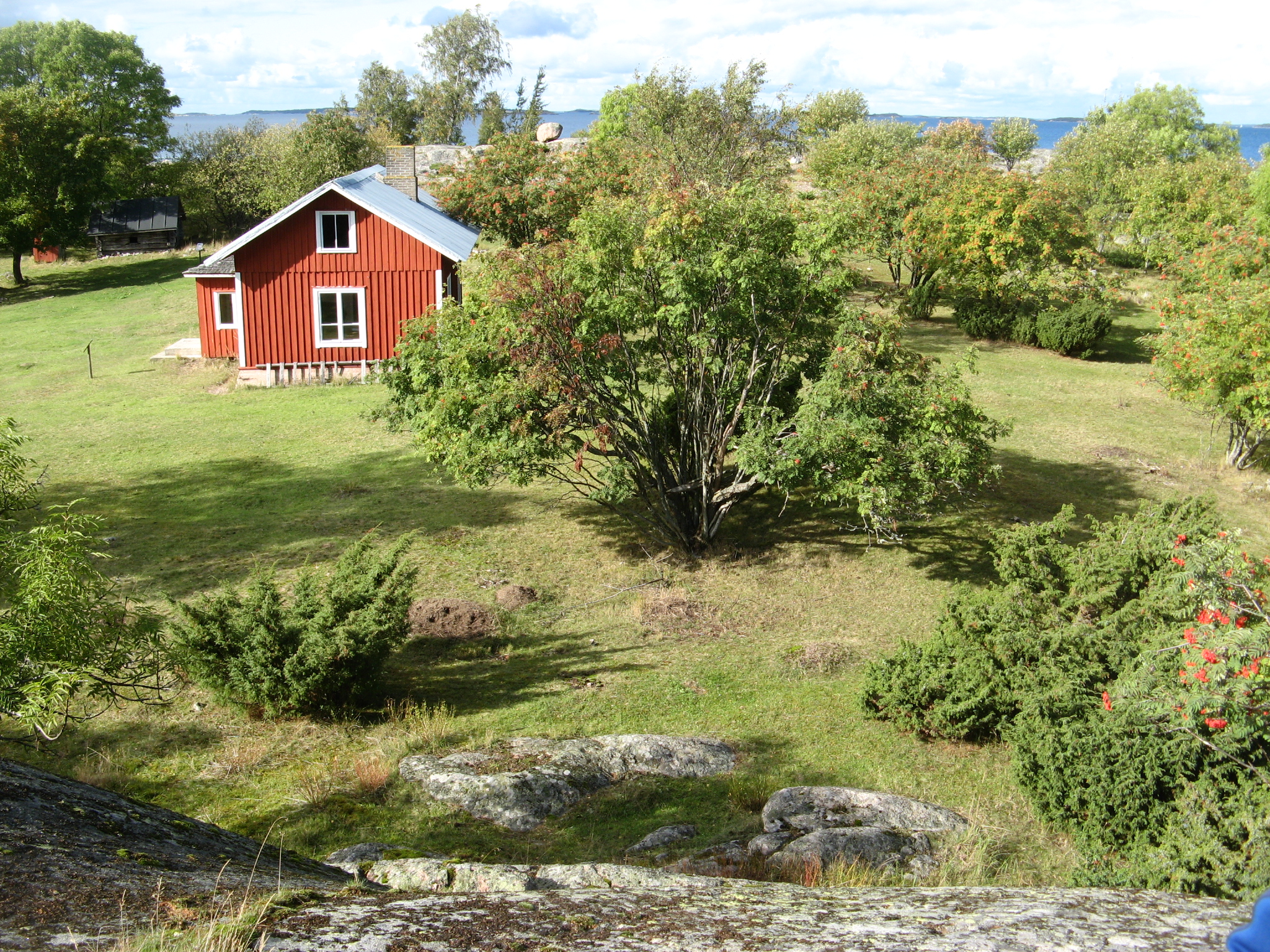
La petite ferme Kråkskär a été construite au début du XXe siècle (le matériel de l'ancienne maison a été réutilisé) ; elle a eu des habitants permanents jusqu'en 1956. Aujourd'hui, cette île appartient au parc national de l'archipel, avec un port naturel. La maison a été restaurée en 2004.

Le tourisme est une importante activité commerciale pour les habitants des îles. Des villages des cottages, des restaurants, des hôtels, des auberges savent attirer les touristes. L'histoire et la culture offrent d’intéressantes curiosités et des événements locaux. Plusieurs événements musicaux sont ainsi organisés dans l'archipel chaque été.

### Transport

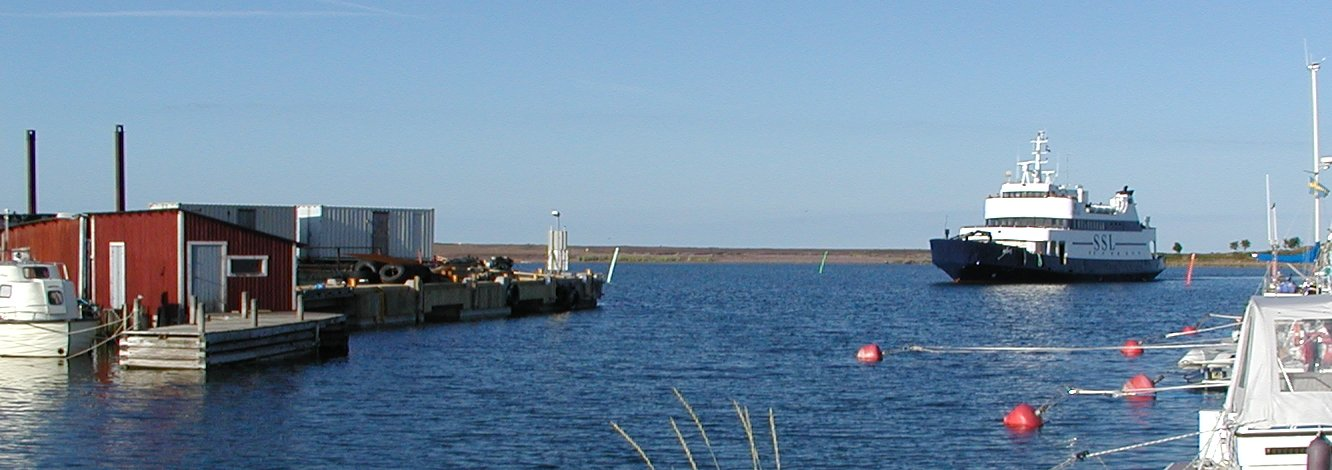
Un ferry M/S Aspö approchant le port de Jurmo.

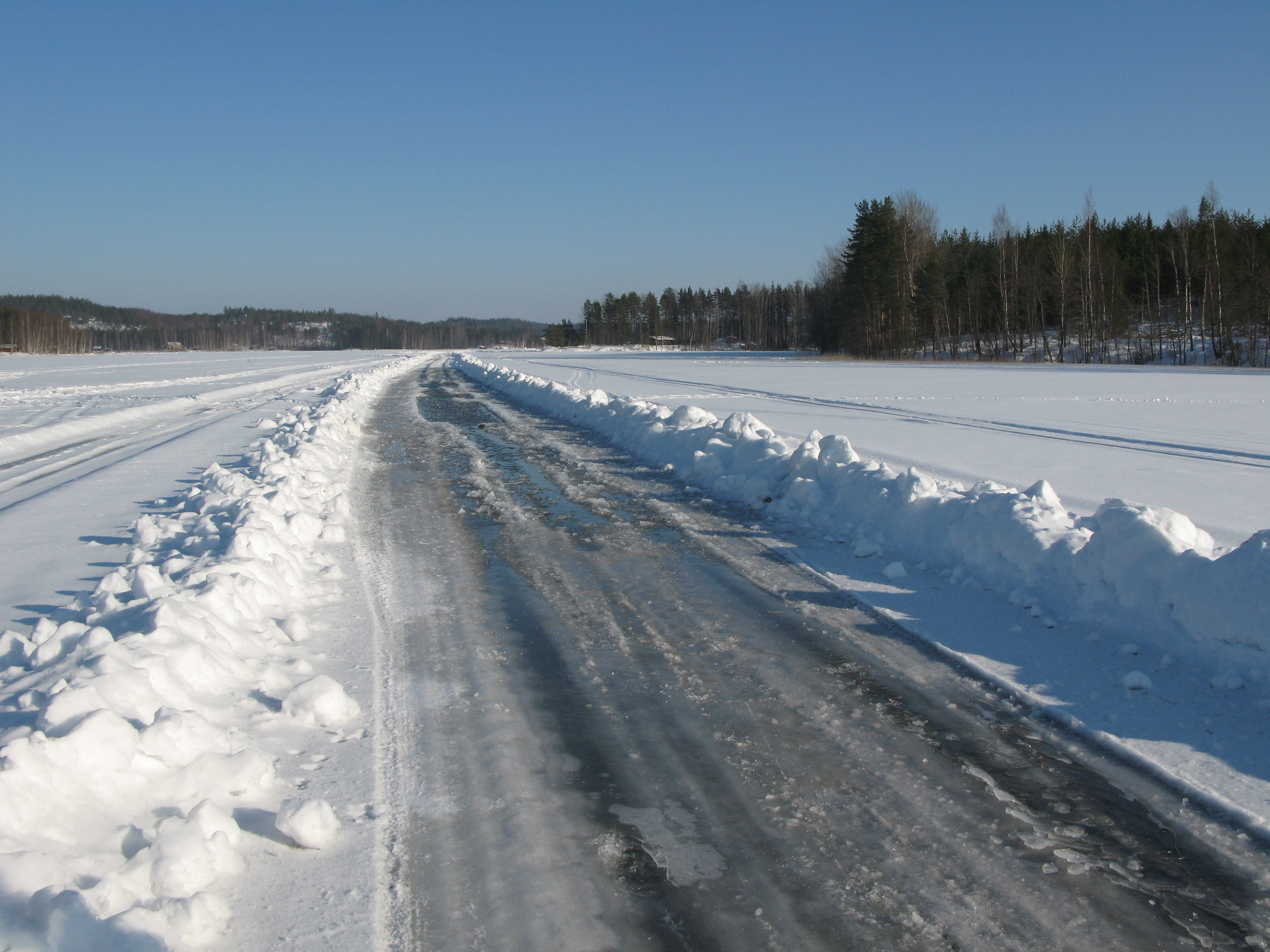
Une route de glace sur le lac Saimaa similaire à celles qui peuvent être faites dans l'archipel finlandais.

Ponts panoramiques, ferrys et bacs relient les îles l'une à l'autre. Aujourd'hui, plus de 40 ferrys transportent environ dix millions de personnes et cinq millions de voitures par an,.
Entre autres, un ferry relie les îles Holma, Jurmo et Berghamn qui appartiennent au parc national. Les quais de départ des ferrys à Kasnäs, à Kemiö, à Prostvik et Pärnäis, 
comme à Korppoo, sont accessibles aux voitures et aux autocars,.
Pendant les hivers, on ouvre officiellement des routes de glace. De telles routes facilitent alors la circulation entre les îles et les parties continentales. Si l'hiver est trop doux, ces routes ne sont pas ouvertes, la glace devant être de plus de 20 cm d'épaisseur.
La Route Circulaire est un projet lancé en 1996 par l'administration de la circulation maritime, à la fois pour promouvoir le tourisme dans les parties nord-est de l'archipel finlandais et pour améliorer les connexions entre les îles et aussi entre les parties du littoral. 
La route périphérique de l'archipel est composée de routes principales et de ferrys ; plus de 20 000 touristes y circulent annuellement. 
Cet axe routier est long de 160 à 190 km de routes et de 30 à 50 km de traversées maritimes. Les touristes peuvent l'utiliser entre mai et septembre, pendant la saison d'été, quand le ferry M/S Antonia fait la liaison entre Iniö et Mossala. Autrement, la route est accessible seulement jusqu'à Mossala à Houtskär ou à Dalen à Iniö, selon le sens de la circulation qu'on choisit,.
Ces dernières années, le cyclisme est devenu très populaire sur la Route Circulaire. C'est une façon parfaite de faire connaissance avec le réseau des îles. Les communes qu'on traverse, dans le sens des aiguilles d'une montre sont Naantali, Kustavi, Iniö, Houtskär, Korppoo et Nauvo. On peut ensuite choisir entre deux options pour continuer jusqu'à Turku, soit par Rymättylä, soit par Parainen et Kaarina.
Les entrepreneurs qui travaillent avec des touristes sont nombreux dans l'archipel, par exemple les entrepreneurs qui maintiennent les ports de visite. Les services communs qu'ils offrent sont des excursions de pêche, la location de bateaux de plaisance, de charters, d'équipements marins, de saunas de fumée, l'organisation de randonnées, de parties de golf.
Bateaux et voiliers peuvent visiter certains ports avec possibilité de se ravitailler en aliments, en gazoline, en l'eau potable etc. De plus, les équipages peuvent laisser leurs déchets et vider leurs eaux usées. Le long de la côte finlandaise entre Åland et Helsinki, il y a aussi 24 ports de plaisance qui satisfont à tous les critères requis, dont dix ont reçu la certification pour leur engagement envers la protection de l'environnement, la certification signalée par un logo au drapeau bleu (Sinilippu-merkki en finnois).
En outre, il y a aussi de petits ports de service (avec moins de services) et des appontements marqués sur les cartes marines. Ensemble, ils forment un réseau qui dessert tous les navigateurs. La distance entre les ports est raisonnable et permet de tirer au maximum du plaisir dans l'archipel idyllique.
Pour un navigateur, le parc national offre des ports naturels mais en même temps aussi des ports aménagés, avec des alimentations. En été 2012, on trouvait aussi des tels magasins d’alimentation dans les îles et les villages suivants : Hiittinen, Näsby, Iniö, Kasnäs, Keistiö, Korpoström, Nauvo, Nötö, Rosala.
Dans les îles du parc national de l'archipel, il y a des ports naturels, des lieux pour installer un bivouac, et des toilettes sèches pour les randonneurs. Deux instances, l'administration maritime de la Finlande (en finnois : Merenkulkuhallitus) et la société environnementale « Nettoyez l'archipel » (en finnois : Pidä Saaristo Siistinä) entretiennent ces îles. La campagne « Nettoyez l'archipel » a commencé en 1969. Elle s'est concentrée sur le nettoyage et la gestion des déchets avec 30 centres de tri sélectif. Dans la région, il y a aussi 11 réservoirs flottants pour la succion de déchets.
La location d'une barque ou d'un bateau à voile est une façon populaire de faire connaissance avec l'archipel. On peut louer un bateau avec ou sans chef de bord. Les croisières guidées et l’entraînement à la voile sont aussi des services disponibles.
La pêche sportive est très enrichissante, car les réserves de pêche sont bonnes et diverses. Cependant, le pêcheur doit connaître les techniques de base selon les espèces de poisson et les circonstances. La pêche à la ligne et sur glace sont des activités accessibles à tout le monde, sans besoin de permis. Pour toutes les autres formes de pêche, il faut verser une somme à l'État pour obtenir le permis, sauf ceux qui ont moins de 18 ans ou plus de 65 ans.